# Deidre Downs
Deidre Downs (Birmingham, 7 luglio 1980) è una modella statunitense, incoronata Miss America 2005.
Come parte del suo anno di "servizio" in qualità di Miss America, la Downs è stata testimonial per la campagna di raccolta fondi per la cura del cancro infantile. La Downs è stata la vincitrice del titolo che ha avuto il regno più lungo, ad eccezione di Mary Katherine Campbell, che mantenne il titolo per tutto il 1922 ed il 1923, per via del cambio della programmazione dell'evento che slittò da settembre a gennaio. Il regno di Deidre Downs durò 490 giorni, sino al 21 gennaio 2006, anno in cui fu incoronata Jennifer Berry Miss America 2006.
Deidre Downs ha frequentato la Pelham High School a Pelham, un sobborgo di Birmingham. Ha frequentato l'Università della Virginia (dove è stata membro della sorority Alpha Chi Omega), diventando membro della prestigiosa Jefferson Literary and Debating Society, prima di trasferirsi alla Samford University, dove si è laureata magna cum laude. Nel 2010 ha ottenuto la laurea di Medicinae Doctor presso l'Università dell'Alabama. Attualmente ha lavorato come tirocinante presso il reparto Ostetricia e Ginecologia presso il Birmingham Medical Center.